# TFT LCD

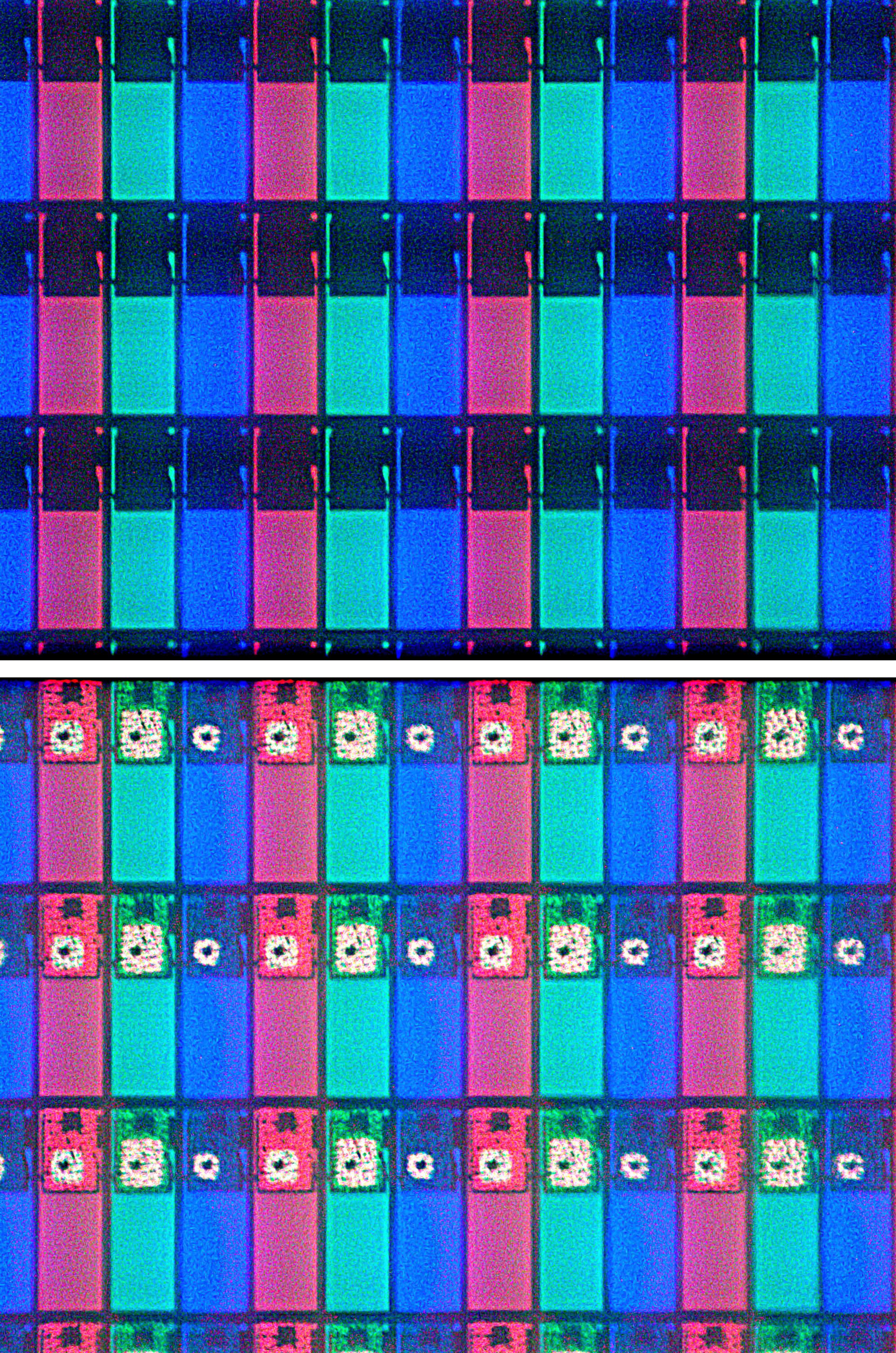
Imagen de un LCD de color (encendido), tomada con un microscopio con su propia iluminación (la parte superior), y con iluminación exterior (abajo).

Las pantallas de cristal líquido normales, como las de las calculadoras, presentan elementos de imagen excitados en forma directa –se puede aplicar una tensión a través de un segmento sin que interfiera con otros segmentos de la pantalla. Esto no es posible en pantallas grandes con un gran número de píxeles, puesto que se requerirían millones de conexiones -conexiones en la parte superior e inferior para cada uno de los tres colores (rojo, verde y azul) de cada píxel. Para evitar esto, los píxeles son direccionados en filas y columnas, lo que reduce el número de conexiones de millones a miles. Si todos los píxeles de una fila son excitados mediante una tensión positiva y todos los píxeles de una columna son excitados con una tensión negativa, entonces el píxel que se encuentra en la intersección tiene el voltaje aplicado más elevado y es conmutado. El inconveniente de esta solución es que todos los píxeles de la misma columna reciben una fracción de la tensión aplicada, como ocurre con todos los píxeles de la misma fila, así a pesar de que no sean conmutados completamente, tienden a oscurecerse. La solución al problema es proporcionar a cada píxel su propio transistor conmutador, esto permite controlar a cada píxel por separado. La baja corriente de fuga del transistor implica que la tensión aplicada al píxel no se pierde durante las actualizaciones de refresco de la imagen en la pantalla. Cada píxel es un pequeño condensador con una capa transparente de óxido de indio y estaño en el frontal, una capa transparente en la parte posterior, y entre medio una capa aislante de cristal líquido.

## Negros
La distribución de los circuitos en un TFT-LCD es muy similar a la utilizada en la memoria DRAM. Sin embargo, en vez de realizar los transistores usando obleas de silicio, estos son fabricados depositando una película delgada de silicio sobre un panel de vidrio. Los transistores ocupan sólo una pequeña fracción del área de cada píxel y la película de silicio de la superficie remanente es eliminada permitiendo que la luz pase a través de ella.
La capa del silicio para TFT-LCD se deposita generalmente usando el proceso denominado PECVD (Plasma Enhanced Chemical Vapor Deposition) de un precursor de gas silano (SiH4) para producir una película amorfa de silicio. El silicio policristalino también se utiliza en algunas pantallas donde se requieren TFTs con un rendimiento más alto, típicamente en pantallas donde se requiere una resolución muy alta o en aquellas donde se desea realizar algún procesamiento de datos en sí mismo. Ambos tipos de TFTs, los de silicio amorfo y los de silicio policristalino presentan una prestación muy pobre frente a los transistores fabricados a partir de cristales de silicio simples, normalmente durante la construcción quedan residuos que posteriormente con el tiempo pueden presentar píxeles apagados y se pueden propagar en líneas horizontales y verticales de manera progresiva.

## Tipos

### TN+Film

Diagrama de la distribución de píxeles.

TN+Film (Twisted Nematic + Film, Torsión Nemática + Película) o TN, es el tipo de visualización más común, atribuible a su coste de producción bajo y amplio desarrollo. El tiempo de respuesta de un píxel en los paneles TN modernos, es lo suficientemente rápido para evitar rastros de sombras y efecto fantasma (problemas de refresco), que eran un problema de los monitores LCDs de tecnología pasiva. Los tiempos de respuesta rápidos han sido la virtud más importante de esta tecnología, aunque en la mayoría de los casos este número no refleja el rendimiento a través de las transiciones de los posibles colores. Los tiempos de respuesta tradicionales fueron dados acuerdo a un estándar ISO como la transición desde el negro hacia el blanco y no reflejaron la velocidad de las transiciones de los tonos grises (una transición mucho más común para cristales líquidos en la práctica). El uso moderno de tecnologías RTC (Response Time Compensation - Overdrive) han permitido que los fabricantes reduzcan el tiempo de las transiciones de gris (G2G) significativamente, mientras que el tiempo de respuesta ISO queda casi igual. Los tiempos de respuesta son dados ahora en las cifras de G2G, con 4 ms y 2 ms como valores comunes para los modelos fundamentados en la tecnología TN+film. Esta estrategia de mercadotecnia, combinado con el coste relativamente más bajo de la producción para pantallas TN, ha resultado en el dominio de TN en el mercado del consumidor.
Una de las desventajas de las pantallas basadas en TN es su escaso ángulo de visión, especialmente en la dirección vertical, siendo la mayoría incapaces de mostrar los 16,7 millones de colores (color verdadero de 24 bits) disponibles de las tarjetas de gráficas modernas. Estos paneles especiales, con 6 bits por canal de color en lugar de 8, puede acercarse al color de 24 bits usando un método de tramado que combina píxeles adyacentes para simular el tono deseado. También pueden usar FRC (Frame Rate Control, control de tasa de tramas), el menos conspicuo de los dos. El FRC cicla muchas veces rápidamente sobre los píxeles para simular un tono en particular. Estos métodos de simulación de color son perceptibles para la mayoría de las personas y angustiosos para otros. FRC tiende a ser más notable en los tonos más oscuros. El motivo de tramado tiene la tendencia de hacer visibles los píxeles del LCD. En general, la reproducción de color y el ángulo de visión de los paneles de tipo TN son pobres. Los defectos en la amplitud de color (a menudo referenciados como unos porcentajes de la gama de colores de 1953 de la NTSC) también pueden atribuirse a la tecnología de retroiluminación. Para las pantallas con retroiluminación por CCFL (lámparas fluorescentes de cátodo frío) son comunes gamas de color del 40 % a 76 % respecto de la gama de color de NTSC, mientras que las pantallas retroiluminadas por LED blanco pueden extenderse al 100 % de la gama de color de NTSC - una diferencia poco perceptible al ojo humano.

### IPS
IPS (In-Plane Switching, Alternancia en el plano) fue desarrollado por Hitachi en 1996 para superar los pobres ángulos de visión y reproducción de color de los paneles TN. La mayoría también soporta 8 bits de color reales. Estas mejoras vinieron con una pérdida de tiempo de repuesta, que estaba inicialmente en el orden de los 50 ms. Los paneles de IPS eran también sumamente costosos.
IPS desde entonces ha sido reemplazado por S-IPS (Super-IPS, Hitachi en 1998), que tiene todos los beneficios de la tecnología de IPS más un tiempo de refresco de píxel mejorado. Aunque la reproducción de color se acerca a la de los CRTs, el contraste es relativamente pobre. La tecnología S-IPS es ampliamente usada en los paneles de 20" y más. LG y Philips permanecen como dos de los fabricantes principales de paneles basados en S-IPS.
AS-IPS (S-IPS Avanzado), también desarrollado por Hitachi en 2002, mejora considerablemente el contraste de los S-IPS tradicionales al punto de ser superados solo por algunos S-PVAs. AS-IPS es también un término usado por monitores NEC (por ejemplo, NEC LCD20WGX2) basados en tecnología S-IPS, en este caso, desarrollada por LG.Philips
A-TW-IPS (IPS Blanco Real Avanzado), desarrollado por LG.Philips LCD para NEC, es un panel S-IPS personalizado con un filtro TW (Blanco Real) para hacer que el blanco se vea más natural e incrementar la gama de color. Esto se utiliza en LCDs profesionales o de fotografía.
H-IPS Lanzado a finales de 2006, es una evolución del panel IPS que mejora a su predecesor, el panel S-IPS. El panel H-IPS puede verse en el NEC LCD2690WUXi, Mitsubishi RDT261W 26"LCD y en el más reciente Apple iMac de aluminio de 24".
Por tanto, para resumir, los pros y los contras de la H-IPS sobre los S-IPS:
Pros (Ventajas):
- Mucho menos sangrado de fondo.
- No tiene matices morados visibles en un ángulo.
- El sangrado de la luz de fondo mejora la apariencia en un ángulo.
- Menos ruido o brillo visto en la superficie del panel (superficie lisa).

Contras (Inconvenientes):
- Aún algunos de los sangrados de fondo en las áreas que son de color verde.
- Ángulos de visión pueden haberse sacrificado con el fin de conseguir mayores ventajas.

Fringe Field Switching es una técnica para lograr un mayor ángulo de visión y de transmisión de pantallas IPS.
Otro contra de la tecnología IPS es que puede verse afectada por un problema de trasluz, debido a sus características. Deja pasar más luz en las zonas oscuras del que debería, por lo que en algunos ángulos de visión agudos, sobre todo verticales, puede verse que las zonas negras dejan de serlo, transformándose en un brillo que el mismo monitor genera. Se creó un filtro de polarización para solucionarlo, que es incorporado en los IPS de elevado coste.

### MVA
MVA (Alineación Vertical Multidominio) fue desarrollado en 1998 por Fujitsu originalmente como un punto intermedio entre TN e IPS. Consiguió una respuesta de píxel rápida (en su momento), amplios ángulos de visión, y el contraste alto, en desmedro de la luminosidad y la reproducción de color. Los paneles de MVA modernos pueden brindar amplios ángulos de visión (sólo superados por la tecnología S-IPS), buena profundidad de negro, buena reproducción y profundidad de color, y rápidos tiempos de respuesta gracias al uso de tecnologías RTC. Hay varias tecnologías "de siguiente generación" basadas en MVA, incluyendo P-MVA y A-MVA de AU Optronics, como así también S-MVA de Chi Mei Optoelectronics.
Los analistas predijeron que MVA sería la tecnología a seguir, pero sin embargo TN ha dominado el mercado. Un factor contribuyente era el mayor costo de MVA, conjuntamente con un tiempo de respuesta más lento (que aumenta considerablemente cuando se dan cambios pequeños en la luminosidad). Los paneles de MVA más económicos también pueden usar tramado y FRC.

### PVA
PVA (Alineación Vertical por Patrones) y S-PVA (Super Alineación Vertical por Patrones) son las versiones alternativas de la tecnología de MVA ofrecidas por Samsung. Desarrollado por separado, padece del mismo problema que el MVA, pero a cambio ofrece contrastes muy altos como 3000: 1. Los paneles PVA económicos también usan tramado y FRC. Todos los paneles S-PVA son de 8 bits de color reales y no usan ningún método de simulación de color. PVA y S-PVA pueden brindar una buena profundidad de negro, amplios ángulos de visión y S-PVA puede ofrecer además tiempos de respuesta rápidos gracias a modernas tecnologías de RTC.

### PLS
PLS (Plane Line Switching) y S-PLS Es una tecnología actualmente en desarrollo por Samsung que permite ángulos de visión totales. Se puede considerar una mejora del panel IPS consistente en mejores ángulos, mejor calidad de imagen, mejor brillo y un precio más bajo. Los primeros monitores con esta tecnología son los modelos S27A850 y S24A850 de Samsung, salidos a finales de 2011.

### Interfaz eléctrica
Los dispositivos de visualización exteriores como un LCD TFT usan generalmente una conexión analógica VGA, mientras que la mayoría de los nuevos modelos disponen de una interfaz digital, como DVI o HDMI. 
Dentro de un dispositivo de visualización externo hay una tarjeta controladora para convertir VGA, DVI, HDMI, CVBS, etc. a la resolución nativa digital RGB que el panel de pantalla pueda usar. En un portátil, el chip de gráficos producirá directamente una señal adecuada para la conexión del TFT incorporado. El mecanismo de control de la luz de fondo se incluye normalmente en la misma tarjeta controladora. 
La interfaz de bajo nivel de STN, DSTN o paneles de pantalla TFT usan tanto TTL 5V como TTL 3,3V que transmiten reloj de píxeles, sincronización horizontal, sincronización vertical, rojo digital, verde digital y azul digital en paralelo. Algunos modelos también tienen señales de pantalla activa, dirección de barrido horizontal y vertical. 
Las nuevas y grandes pantallas TFT (>15") suelen utilizar señalización LVDS o TMDS que transmiten los mismos contenidos que la interfaz paralela, pero pondrá la señal de control y datos RGB en un determinado número de líneas de transmisión en serie que son sincronizadas con un reloj a la tasa datos de píxeles.
La intensidad de la luz de fondo se controla normalmente por variación de unos pocos voltios CC que es transformado a alto voltaje (1,3 kV) usando un convertidor AC-DC y enviado a la luz de fondo. También puede ser controlado por medio de un potenciómetro o, puede ser fijo. En algunos modelos usan una señal  PWM  para el control de la intensidad. 
El panel  de la pantalla sólo aceptará una señal de vídeo en la resolución determinada por el panel de matriz de píxeles que es determinado en el momento de fabricación. Algunos paneles de pantalla ignorarán los bits de color LSB para simplificar los interfaces de conexión (8 bit -> 6 bit/color) si tienen una resolución de color menor.
Para poder usar entradas analógicas como VGA, la controladora de pantalla necesita realizar una conversión ADC a alta velocidad. Con entradas digitales como DVI o HDMI es necesario un simple reordenado de bits antes de poder enviar la señal a un reescalador, necesario si la resolución del panel no coincide con la señal de entrada.

## Seguridad
Los cristales líquidos del interior de la pantalla son extremadamente tóxicos. No deben ser ingeridos, o tocados por la piel o la ropa. Si se producen derrames debido a que la pantalla se agrieta o hace añicos, lávese inmediatamente con agua y jabón.

## La industria de las pantallas
Debido al alto coste de construcción de las fábricas de TFT, son pocos los principales proveedores de paneles OEM para grandes paneles. Las principales proveedoras de paneles de cristal son: 
1. LG.Philips
2. AU Optronics
3. S - LCD Corporation (una empresa conjunta de SONY/Samsung)
4. Chi Mei Optoelectronics
5. Sharp Corporation
6. SONY
7. Alcatel
8. Nokia y Ericsson
9. Samsung

Los paneles LCD TFT son habitualmente clasificados en las fábricas en tres categorías, en relación con el número de píxeles muertos, luz de fondo y la uniformidad de la luz de fondo y la calidad de los productos en general. Además, puede haber un máximo de ±2 ms de diferencia de tiempo de respuesta entre los paneles individuales que llegaron a la misma línea de montaje en el mismo día. Las pantallas con menor calidad se venden a los vendedores sin nombre o utilizando un «valor» de los monitores TFT (a menudo marcadas con la letra V detrás del tipo de número), las que se encuentran en medio se orientan a los juegos o a la oficina en casa (a veces marcadas con la letra S), y las mejores pantallas suelen estar reservadas para un uso «profesional» (marcado con la letra P o S después de su tipo de número).
El mercado del CRT fue desplazado por las pantallas TFT, LCD y LED, las cuales han sido sustitutas en monitores y televisores. Para comienzos de 2012, es prácticamente imposible encontrar monitores de un tamaño inferior a 17", además de haber pasado de formato 4:3 a formato panorámico 16:10 y posteriormente al formato cinematográfico 16:9. Las conexiones digitales desplazaron el analógico VGA para abrir paso al DVI, DVI-D, HDMI y al DisplayPort. Pese a ello, VGA continua integrándose en algunos monitores, televisores y tarjetas gráficas dado que se sigue utilizando de forma minoritaria.
El inconveniente actual es que la tecnología aún no permite alcanzar la calidad de imagen (existe una sensación de arenilla borrosa o pixelado en los TFT, LCD y LED) y velocidad de respuesta de los viejos CRT (2 ms). Aunque a favor hay una interesante cantidad de mejoras, como son un menor daño a la vista (mirar un CRT es comparable a observar una bombilla incandescente), resoluciones de imagen superiores (como FULL HD 1080p/1080i, XHD de 2560x1600 o incluso 4K) y lo que siempre clamó a su éxito, un peso y volumen considerablemente pequeños. Además de un consumo reducido, en especial si utiliza retroiluminación LED.